# Тульвисте, Пеэтер Эльмар-Йоханнесович
Пе́этер Эльмар-Йоханнесович Ту́львисте (эст. Peeter Tulviste; 28 октября 1945, Таллин — 11 марта 2017) — советский и эстонский психолог и государственный деятель, член Эстонской академии наук. Почётный гражданин Тарту.

## Образование
Ученик А. Лурия. В 1969 году окончил факультет психологии МГУ имени Ломоносова, в 1975 году там же защитил кандидатскую диссертацию на тему «О социально-историческом развитии познавательных процессов: на материале зарубежных экспериментально-психологических исследований». В 1987 году защитил в МГУ им. Ломоносова докторскую диссертацию на тему «Культурно-историческое развитие вербального мышления».

## Научно-преподавательская деятельность
- 1969—1971 гг. — инженер в Тартуском университете,
- 1974—1975 гг. — преподаватель на кафедре логики и психологии Тартуского университета,
- 1975—1978 гг. — старший преподаватель кафедры психологии Тартуского университета,
- 1978—1988 гг. — доцент кафедры психологии Тартуского университета,
- 1988—1992 гг. — профессор кафедры психологии Тартуского университета,
- 1990—1991 гг. — преподавал в Университете Кларка в Вустере (штат Массачусетс, США),
- 1991—1993 гг. — руководящий декан факультета философии Тартуского университета,
- 1992 г. — преподавал в Институте германистики Гамбургского университета,
- 1992—1993 гг. — научный проректор Тартуского университета,
- 1993—1998 гг. — ректор Тартуского университета,
- 1994—2004 гг. — вице-президент Эстонской академии наук,
- 2002—2003 гг. — главный советник по науке и образованию Высшей военной школы Вооружённых сил Эстонии.

В Тартуском университете занимался фундаментальными и прикладными исследованиями по изучению различных аспектов культурной психологии.
В работе «Культурно-историческое развитие вербального мышления» (Таллин, 1988) противопоставлял культурную традицию и современную психологию, с её попытками экспериментального моделирования высших психических функций с помощью более элементарных, доступных для экспериментального изучения. Это и дало основания для остроумного замечания Тульвисте, что, в отличие от человека, у крыс нет ни культуры, ни истории. Как пишет автор, современная Выготскому экспериментальная психология преуспела потому, что она ограничивалась изучением «психических процессов, общих у крысы и у человека, а те процессы, которых у крысы нет и до сих пор плохо поддаются объяснению».

## Политическая деятельность
В 1980 году был одним из тех эстонских учёных и деятелей культуры, кто подписал «Открытое письмо из Эстонской ССР» (т. н. «Письмо сорока», в котором выражался протест против принудительного насаждения в республике русского языка.
В 1999—2001 — председатель Городского собрания Тарту и депутат Рийгикогу (парламента Эстонии) X созыва от партии Исамаалийт («Союз Отечества»).
В 2001 году выдвигался кандидатом на пост Президента Эстонии, но проиграл Арнольду Рюйтелю.
В 2007 году был избран в Рийгикогу XI созыва от партии Союз Отечества и Res Publica, созданной в 2006 году путём объединения Союза Отечества и партии Res Publica.
В Рийгикогу XI созыва является председателем парламентской группы «Эстония-Россия».

## Общественная деятельность
- Является членом исторической комиссии Тартуского университета.
- С 1998 года — член Общества эстонской литературы, в 1998—2005 — его председатель.
- Член Коллегии по наследию Уку Мазинга, занимающейся изучением, сохранением и распространением наследия этого эстонского теолога, поэта, фольклориста, философа и филолога.

## Разное
- 17 июля 2003 года Пеэтер Тульвисте выступил на телеканале НТВ в программе Александа Гордона, выпуск которой был посвящён теме «Культура и мозг».

## Награды и звания
- Орден Полярной звезды I класса, 1995, Швеция
- Гербовый знак Пярнумаа, 1997
- Орден Государственного герба IV класса, 1998
- Почётный доктор Воронежского государственного университета, 1998
- Орден за заслуги Тартуской дружины Союза обороны Эстонии, 1998
- Белый крест Союза обороны III класса, 2002
- Премия целевого фонда Тартуского университета Raefond, 2005
- Орден Государственного герба III класса, 2006
- Почётный профессор Варшавской медицинской академии

## Научные труды
- Mõtlemise muutumisest ajaloos, Tallinn 1984
- Rektoriraamat: artikleid, sõnavõtte, intervjuusid, Tartu 1998, ISBN 9985563360
- Ülikoolinaljad: tudengid, professorid ja teised, 2001, ISBN 9789985770221

### Переводы на эстонский
- Роберт Музиль, Kolm naist, 1972
- Альберт Швейцер, Aukartus elu ees, Loomingu raamatukogu 1972
- Ханс Магнус Энценсбергер, Luulet neile, kes luulet ei loe, Tallinn 1974
- М. Коул, С. Скрибнер, «Культура и мышление», 1977 (перевод на русский язык)
- Игорь Кон, Interdistsiplinaarne seksuoloogia, 1987